# Jardins de Burle Marx

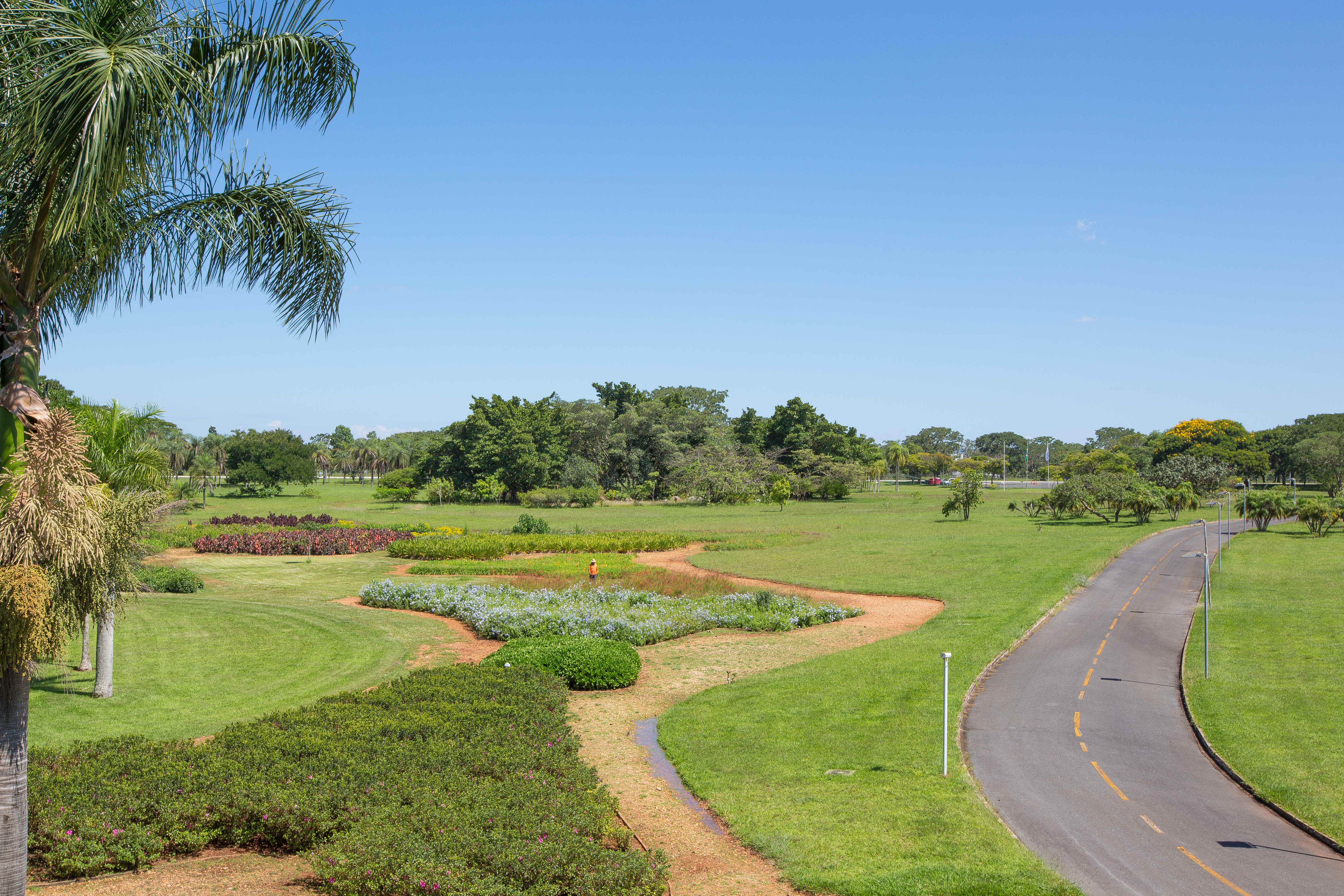
Os Jardins de Burle Marx em 2014

Os Jardins de Burle Marx estão localizados no Palácio Jaburu, em Brasília, no Distrito Federal. O palácio serve como residência oficial do vice-presidente da República. O jardim foi concebido pelo paisagista Roberto Burle Marx, de quem herdou o nome. O projeto foi estudado e pensado durante a montagem do Plano Piloto de Brasília elaborado pelo urbanista Lúcio Costa, na década de 1950 de quem Roberto fora vizinho no bairro do Leme no Rio de Janeiro, na década de 1950.
Conta com uma área implantada de aproximadamente 231.074,00 m². O jardim é composto por árvores frutíferas, plantas típicas do cerrado brasileiro e outras plantas oriundas de outras regiões do Brasil.
Os jardins de Burle Marx foram tombados pelo Instituto do Patrimônio Histórico e Artístico Nacional (IPHAN), passando a qualquer modificação estrutural nos jardins precisem ser autorizados pelo órgão. Posteriormente, em 2011, foi tombado como patrimônio material pelo governo do Distrito Federal, conforme Decreto n º 33.224.

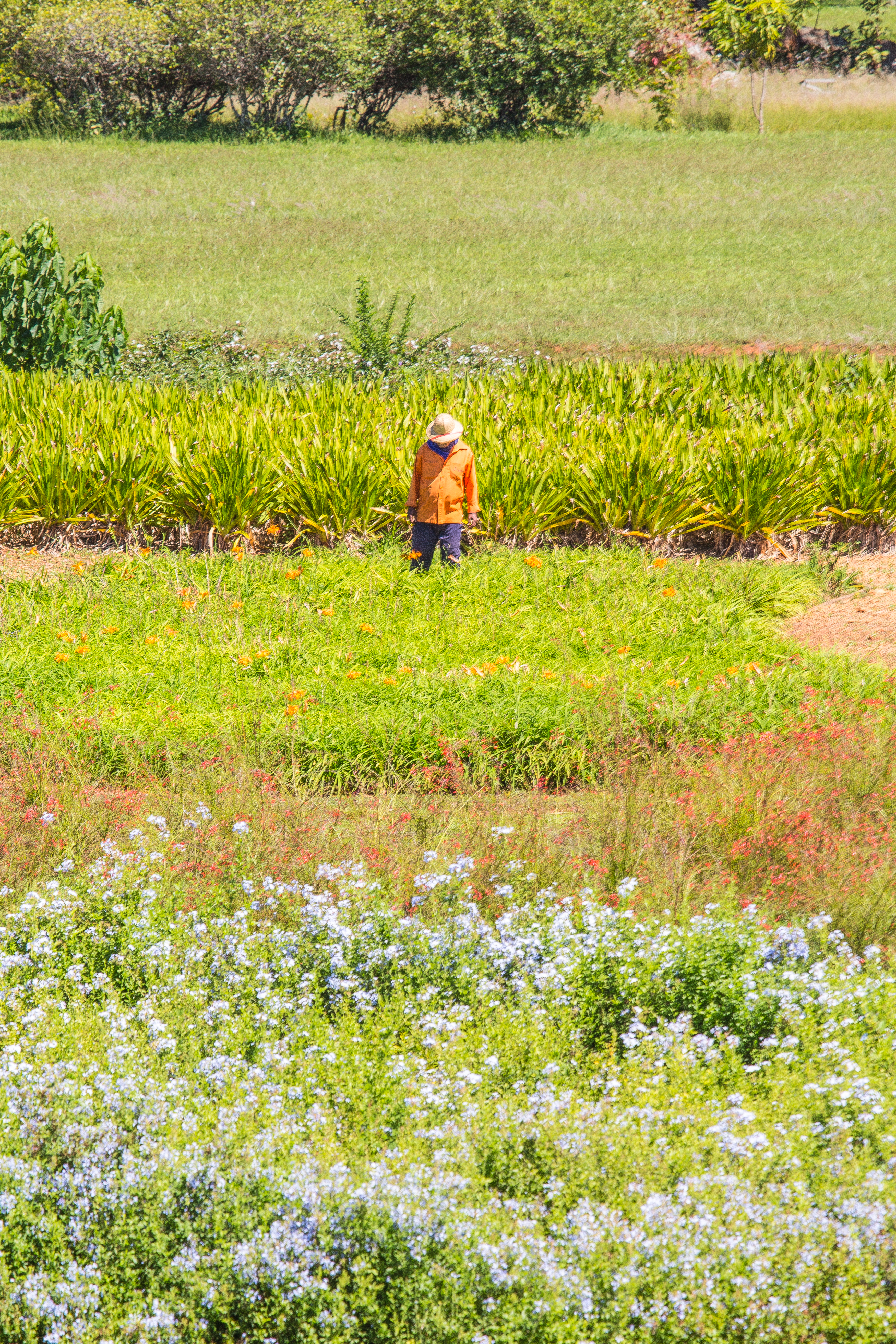
Jardineiro nos Jardins Burle Marx em 2014